# افرای سوری
افرای سوری (نام علمی: Acer obtusifolium) نام یک گونه از سرده افرا است.